# Xavier Vendrell
Xavier Vendrell Segura
(San Juan Despí, 15 de octubre de 1966) es un político y empresario español. Militante del grupo terrorista Terra Lliure entre 1989 y 1991, en 1991 ingresó en Esquerra Republicana de Catalunya (ERC), y desarrolló una carrera política de más de 20 años en dicho partido, amén de desempeñar los cargos de diputado en el Parlamento de Cataluña (1999-2010) así como, brevemente, en 2006, el de Consejero de la Gobernación del ejecutivo catalán conocido como «Tripartito». Posteriormente centró su actividad en el mundo empresarial, presidiendo la Cámara de Comercio Colombo-Catalana y ejerciendo de consejero delegado de dos grupos empresariales: Barcelona Export Group y Biomek Group.

## Biografía

### Formación
Técnico en Transporte Nacional e Internacional, cursó estudios de Ingeniería Técnica Industrial Electrónica en la Universidad Politécnica de Cataluña entre 1984 y 1988 y de Ciencias Políticas en la Universidad Nacional de Educación a Distancia. En el 2005 realizó el postgrado en Dirección General de Empresas de la Universidad Abierta de Cataluña.

### Experiencia profesional
Su trayectoria profesional se inicia como comercial en la distribuidora alimentaria familiar DISBAIX a finales de los 80 y a continuación asume la gerencia de la cooperativa DIPEC del mismo sector. A comienzos de los 90 es contratado por la cadena de supermercados Bonpreu-Esclat para poner en marcha la venta por catálogo, en ese momento una apuesta pionera en el sector de la distribución. Al inicio de su andadura política, compagina las responsabilidades de partido con la gerencia de la empresa de transportes Amunt i Avall, hasta mediados de los 90.
Tras 15 años de dedicación exclusiva a la política (1996-2010), a finales del 2010 asume la dirección del grupo Biomek, un grupo de empresas del sector de la salud dedicada a la valoración del daño corporal a través de la biomecánica. Este grupo trabaja soluciones en este campo, con una empresa dedicada al desarrollo y la investigación científica (Análisi de Biomecánica), otra dedicada al alquiler y venta de laboratorios (Easy Beomechanics) y una tercera dedicada a la realización de pruebas biomecánicas (Certificación de Lesiones). En 2011 funda Barcelona Export Group, consultoría dedicada a la internacionalización de empresas europeas, enfocada especialmente a América Latina, pero que también desarrolla proyectos en China, Pakistán y el Golfo Pérsico. La compañía tiene su sede central en Barcelona y su sede para América Latina en Bogotá (Colombia).

### Experiencia política
Ha sido miembro de la Unió excursionista de Catalunya o Unión Excursionista de Cataluña (UEC) de Cornellá desde 1976 y ha formado parte de la junta entre 1984 y 1986. En 1988 fue presidente de la Asamblea Nacional de la Asamblea de Estudiantes Independentistas de Universidad (AEIU). Dirigente del Moviment de Defensa de la Terra y militante del grupo terrorista Terra Lliure (participó en 2 atentados terroristas con bomba: el 8 de septiembre de 1989, en una oficina del INEM de Hospitalet de Llobregat; y el 7 de abril de 1990, contra la compañía Hidroeléctricas del Segre en Olesa de Montserrat). Tras algunos años de militancia en la izquierda independentista extraparlamentaria, en 1991 ingresó en el partido Esquerra Republicana de Catalunya, siendo elegido ese mismo año Presidente comarcal, hasta 1994. Ese año asciende a Presidente Regional hasta que en 1996 es nombrado Secretario Nacional de Organización y Finanzas del partido. Culmina su etapa orgánica como Vicesecretario General desde el 2006 hasta el 2008.
A nivel institucional, en 1995 es elegido concejal del ayuntamiento de San Juan Despí asumiendo la cartera de Medio Ambiente y portavoz de su grupo en el Consejo Comarcal del Bajo Llobregat, donde se responsabiliza del Ámbito de Consumo y Turismo. En su segundo mandato local es nombrado Teniente de Alcalde de Control y Seguimiento, así como representante en la Mancomunidad Metropolitana de Municipios, a partir de 1999. A finales de ese año es elegido Diputado al Parlamento de Cataluña, cargo que ocupa hasta el 2010, con el paréntesis de su paso por el Gobierno de Catalunya. En el Gobierno desarrolló las funciones de Secretario General de la Presidencia del Gobierno de Cataluña y de consejero de Gobernación y Administraciones Públicas del Gobierno de Cataluña.
En 2007 publicó un libro titulado Disculpin les molèsties, en el cual explica los secretos mejor guardados de su partido, Esquerra Republicana de Catalunya, y del gobierno catalanista y de izquierdas que rigió Cataluña del 2003 al final del 2010, a través del relato de sus vivencias personales. Lo presentó en Barcelona el 8 de junio de 2007 ante cerca de mil personas.
En 2017 fue una de las figuras ajenas al ejecutivo catalán que celebraron cónclaves periódicos con el presidente de la Generalidad Carles Puigdemont y el vicepresidente Oriol Junqueras para tomar decisiones colegiadas en lo relativo a la preparación del referéndum de independencia de Cataluña de 2017.

### Vida social y deportes
Apasionado por el montañismo, practica además regularmente bicicleta de montaña y fútbol sala. En 1991 participó en la fundación de los Castellers de Cornellà (construcción de torres humanas). 